# Villacastín
Villacastín ist eine spanische Kleinstadt und eine Gemeinde (municipio) in der Provinz Segovia in der Autonomen Region Kastilien-León. Sie ist als Nationales Kulturgut (Bien de Interés Cultural) in der Kategorie Conjunto histórico-artístico anerkannt.

## Lage und Klima
Villacastín liegt am Nordrand des Iberischen Scheidegebirges zwischen den oft schneebedeckten Bergen der Sierra de Gredos im Westen und der Sierra de Guadarrama im Osten ca. 36 km (Fahrtstrecke) südwestlich der Provinzhauptstadt Segovia in einer Höhe von etwa 1100 m unmittelbar an der Hauptverkehrsverbindung zwischen den Städten Nordwestspaniens (z. B. Valladolid, Salamanca, Zamora) und dem Großraum Madrid. Wegen der Höhenlage ist das Klima ist im Winter durchaus kühl, im Sommer dagegen mild bis warm; Regen (ca. 425 mm/Jahr) fällt überwiegend im Winterhalbjahr.

## Bevölkerungsentwicklung
| Jahr      | 1857 | 1900 | 1950 | 2000 | 2018 |
| Einwohner | 1499 | 1416 | 1577 | 1506 | 1493 |

Trotz der Mechanisierung der Landwirtschaft und der Aufgabe bäuerlicher Kleinbetriebe seit der Mitte des 20. Jahrhunderts ist die Einwohnerzahl der Kleinstadt im Wesentlichen konstant geblieben.

## Wirtschaft
Villacastín war in früheren Jahrhunderten das handwerkliche und merkantile Zentrum einer Vielzahl von Einzelgehöften (fincas) und kleinen Dörfern (pedanías) in seinem agrarisch geprägten Umland.

## Geschichte
Bereits die Römer nutzten eine in der Nähe gelegene Quelle und bauten sie zu einer Viehtränke aus. Westgotische und später arabisch-berberische Eroberer plünderten und zerstörten die wenigen Städte und Ortschaften der Gegend. Die christliche Bevölkerung wich in den Norden (Asturien, Galicien) zurück, von wo aus sie allmählich wieder in ihre alte Heimat zurückkehrte. Im Jahr 939 stieß der Kalif von Córdoba Abd ar-Rahman III. an der Spitze eines Heeres erneut in die Gegend vor und verwüstete sie. Danach herrschte eine gespannte Ruhe und erst nach den Vorstößen Almansors gegen Ende des 10. Jahrhunderts, von denen das Gebiet jedoch anscheinend nicht betroffen war, setzte die Wiederbesiedlung (repoblación) durch die Christen erneut ein. Aus dem Jahre 1096 stammt die erste urkundliche Erwähnung von Villacastín, das im hohen und späten Mittelalter mit Segovia rivalisierte und im Jahr 1450 den inzwischen verschwundenen Nachbarort Navalpino annektierte. Baubeginn der mächtigen Kirche war im Jahr 1529; das Jahr ihrer Fertigstellung ist unbekannt. Im Jahr 1627 erhielt Villacastín die Stadtrechte, doch die Blütezeit Spaniens war zu dieser Zeit schon fast vorbei.

## Sehenswürdigkeiten
- Mehrere Häuser mit steinernen Wappenschilden zeugen von der vergangenen Bedeutung des Ortes. Darüber hinaus finden sich Brunnen, kleine Einsiedlerkapellen (z. B. Virgen del Carrascal) etc.
- Wichtigstes Bauwerk des Ortes ist die in der ersten Hälfte des 16. Jahrhunderts entstandene Hallenkirche San Sebastián. Manchmal wird der in Villacastín geborene und später beim Bau des Escorial tätige Hieronymitenmönch Antonio de Villacastín als Architekt des Bauwerks vermutet, doch war dieser bei Baubeginn (1529) erst 17 Jahre alt. Dennoch überrascht die strenge und wenig gegliederte Fassadengestaltung der Kirche, die in deutlichem Kontrast zum stärker gegliederten Chor und Langhaus steht und dem eher strengen Herrera-Stil in mancher Hinsicht durchaus verwandt ist; da das Jahr des Endes der Bauarbeiten unbekannt ist, wäre somit – in Kenntnis und in Übernahme der am Escorial verwirklichten Bauprinzipien – durchaus auch eine spätere Fertigstellung der Fassade denkbar. Geplant war übrigens eine Zweiturmfassade, doch nur der Südturm ist ausgeführt worden. Der dreischiffige Innenraum der Kirche besticht durch seine hohen gotischen Bündelpfeiler, die sich in etwa 15 m Höhe zu Sterngewölben auffächern, die alle drei Schiffe gleichermaßen überziehen und Scheitelhöhen von knapp über 20 m erreichen. Das riesige Altarretabel stammt vom Ende des 16. Jahrhunderts; sein Einbau war ursprünglich nicht vorgesehen. Mehrere kleinere Altäre, eine skulptierte und bemalte Kanzel aus Stuck und ein schräggeripptes romanisches Taufbecken aus einem Vorgängerbau gehören ebenfalls zu den Schätzen der Kirchenausstattung.[4]

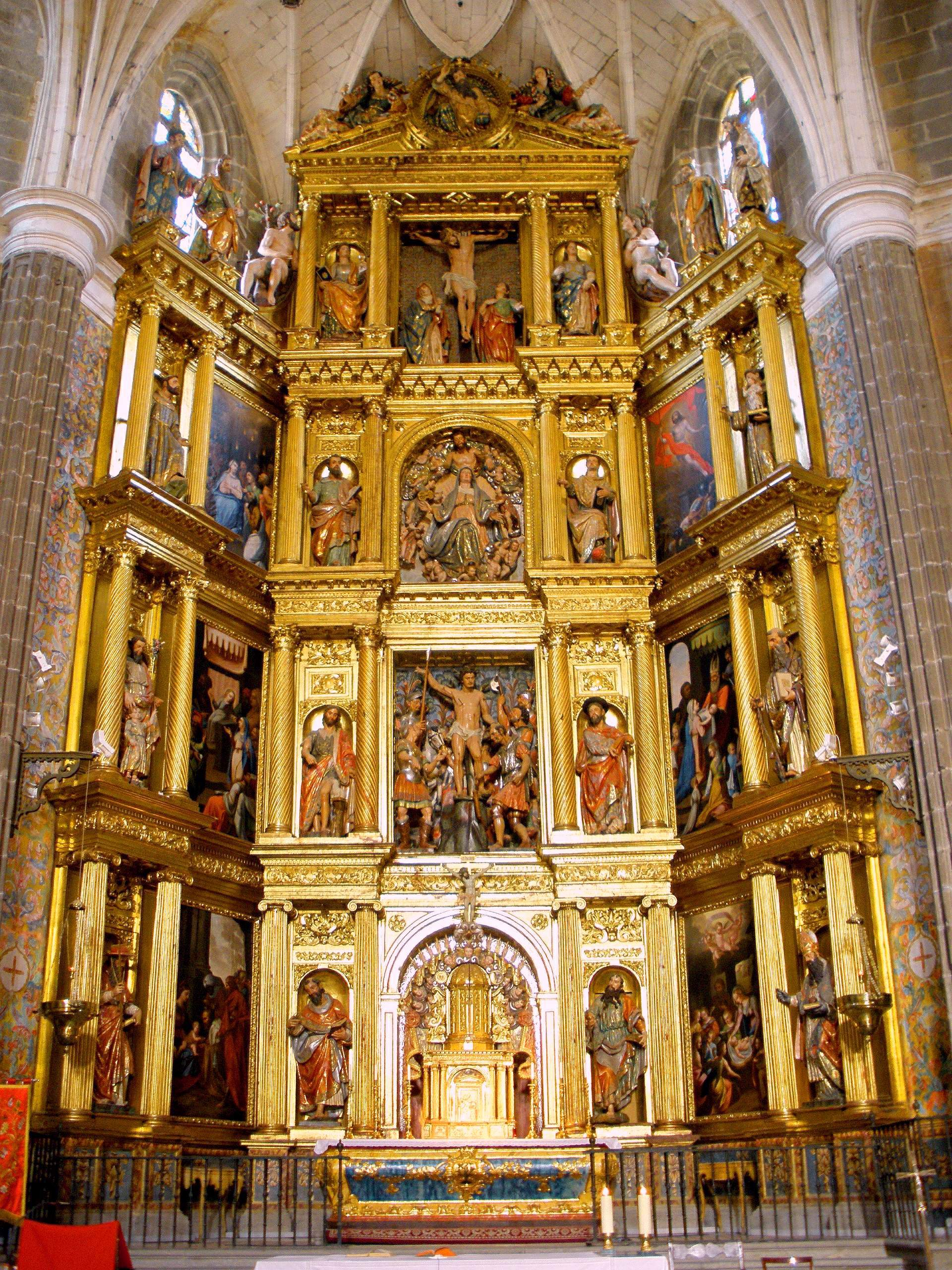
Hauptaltar
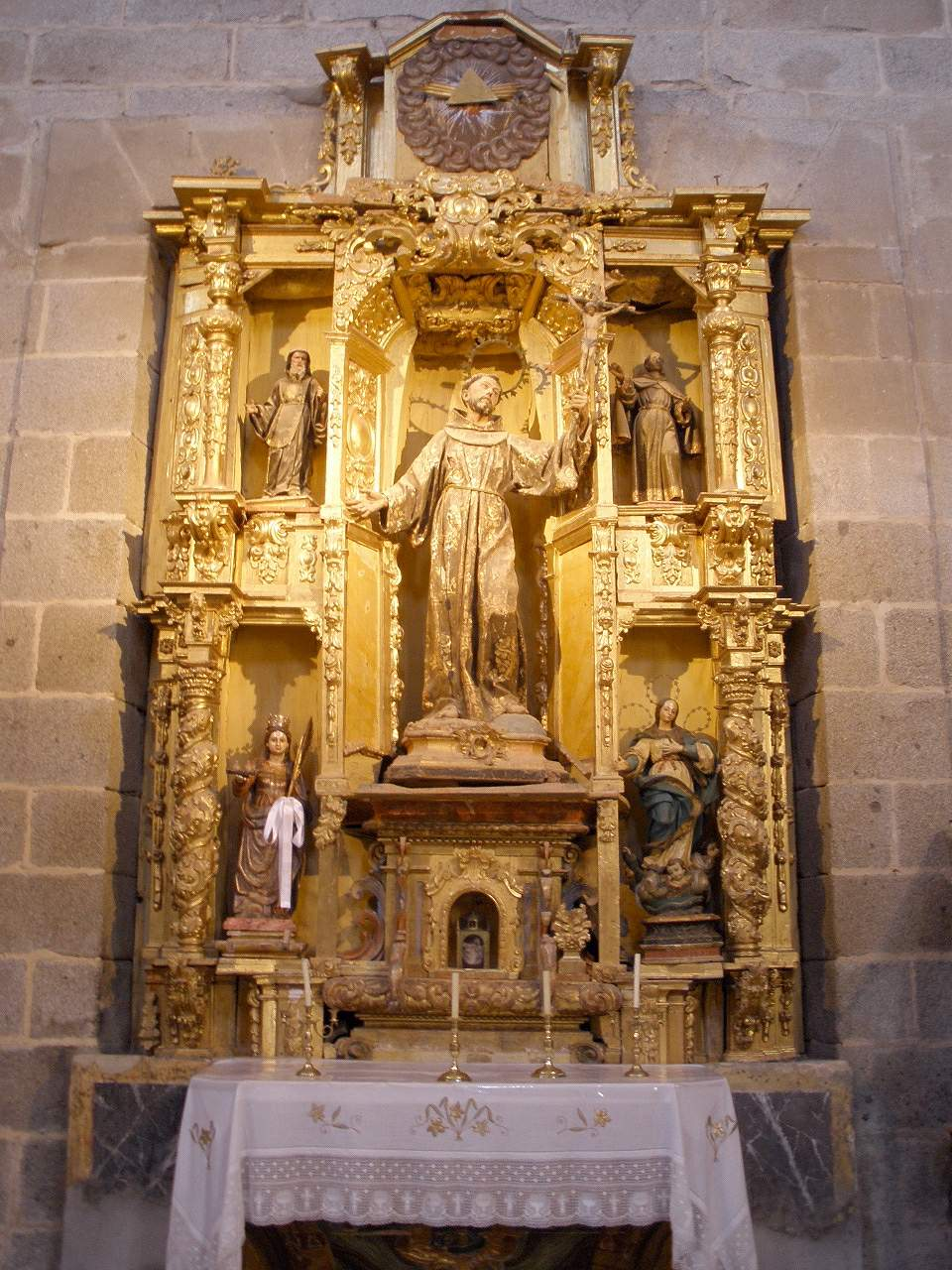
Franziskusaltar
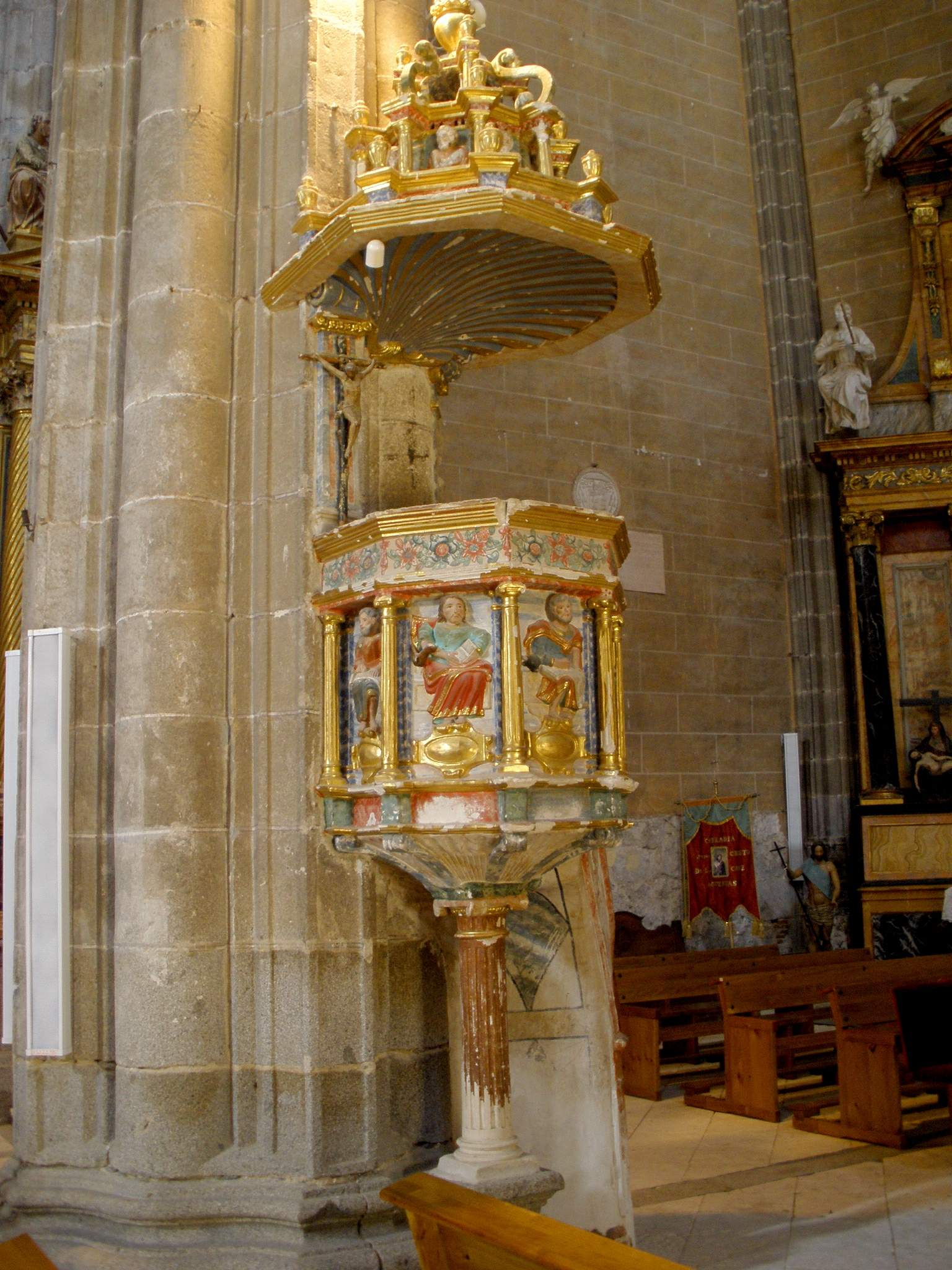
Stuckkanzel
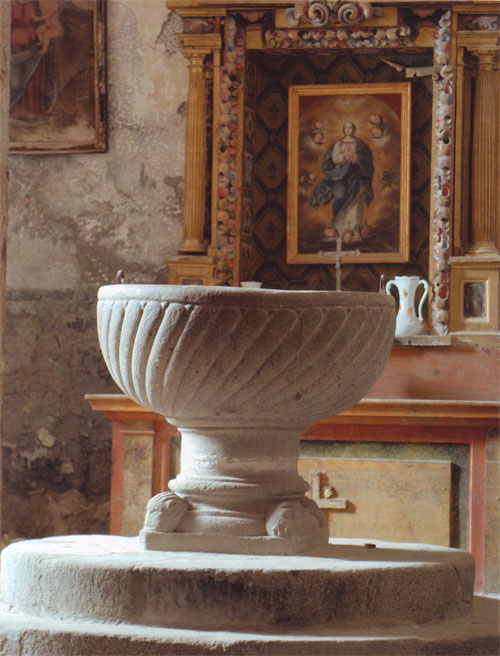
Romanisches Taufbecken

- Mehrere Wappenschilde vor einem verdeckten Kreuz des Santiagoordens oder ein Wegkreuz, das – gemäß der Überlieferung – die Santiago-Ritter in Richtung Süden verabschieden sollte, erinnern an die jahrhundertelangen, aber letztlich siegreichen Kämpfe gegen die Mauren in der Zeit der Reconquista.

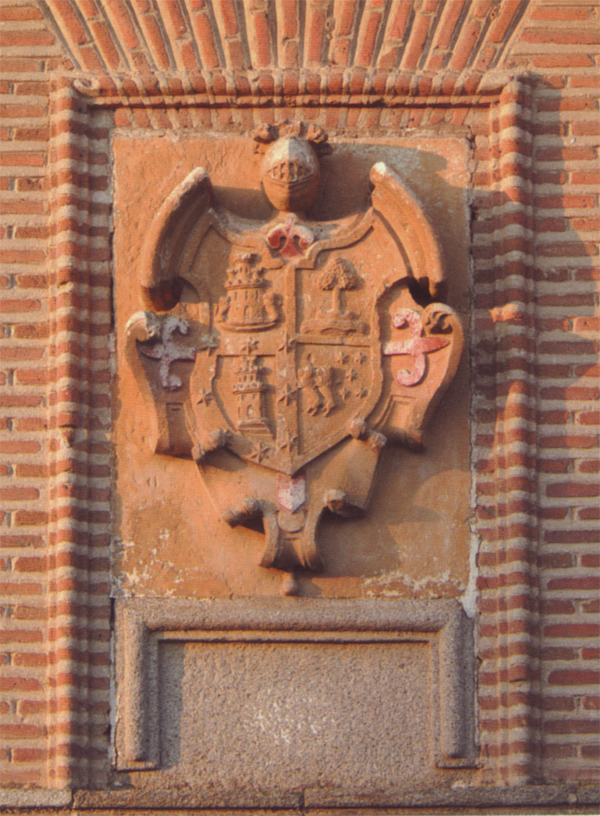
dto.
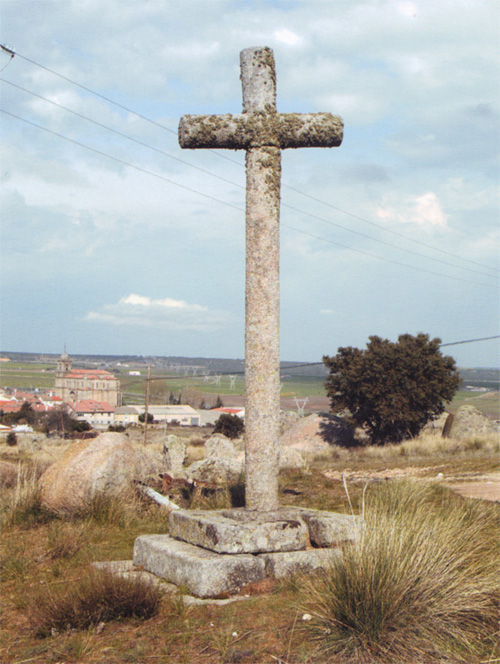
Wegkreuz

## Persönlichkeiten
- Francisco de Ribera (1537–1591), Theologe und Exeget